# Tomáš Suhrada
Tomáš Suhrada (20. prosince 1855 Radčice – 1. července 1925 Praha) byl český architekt, stavitel a urbanista.
Vystudoval stavitelství na pražském vysokém učení technickém.

## Kariéra

### Působení v Hradci Králové
Podporoval Františka Ulricha při volbě starosty Hradce Králové.
Působil v městské technické kanceláři v Hradci Králové jako hlavní městský inženýr (vrchní inženýr). V roce 1894 byl členem výkonného výboru výstavního na Hospodářské průmyslové a národopisné výstavě pro východní Čechy v Hradci Králové pořádané ve dnech 12. až 26. srpna 1894. V devadesátých letech 19. století aktualizoval regulační plán s myšlenkou zeleného prstence za prvním městským okruhem, kam měly být umístěny menší veřejné parky a vily v zahradách.
V závěru 19. století Suhrada vstoupil do společné firmy s Václavem Rejchlem st. Do roku 1900 společně realizovali osm významných objektů. Mezi nimi byla mj. stavba evangelického sboru v Bohuslavicích u Dobrušky (přípravné práce od 27. 6. 1898, základní kámen 24. 7. 1898, vysvěcení 3. 12. 1899).
Již v roce 1897 ale došlo k určitému rozporu mezi Suhradou a starostou Hradce Králové Františkem Ulrichem. Suhrada proto následně odešel do Prahy a Rejchl pokračoval sám ve stavitelské činnosti v Hradci Králové. V roce 1899 byl jmenován členem obecního představenstva v Hradci Králové. V září však na této pozici vzhledem k odchodu do Prahy skončil.
V roce 1904 výrazně upravil územní plán Hradce Králové, když navrhl, aby uliční síť připomínala původní tvar královéhradecké pevnosti. Hvězdicovitý obrys někdejšího pevnostního příkopu byl vyznačen (okružní) třídou, dnešní Šimkovou a Hradební ulicí na východním okraji centra.

### Působení v Praze
V roce 1899 byl jmenován učitelem IX. hodnostní třídy na státní průmyslové škole v Praze. V roce 1908 byl povýšen do VIII. hodnostní třídy. V roce 1913 se stal odborným přednostou stavebního oddělení průmyslové školy v Praze. V roce 1916 získal titul stavebního rady. 
Byl členem výboru Klubu fotografů-amatérů v Praze.
Pohřben byl na pražských Olšanských hřbitovech.

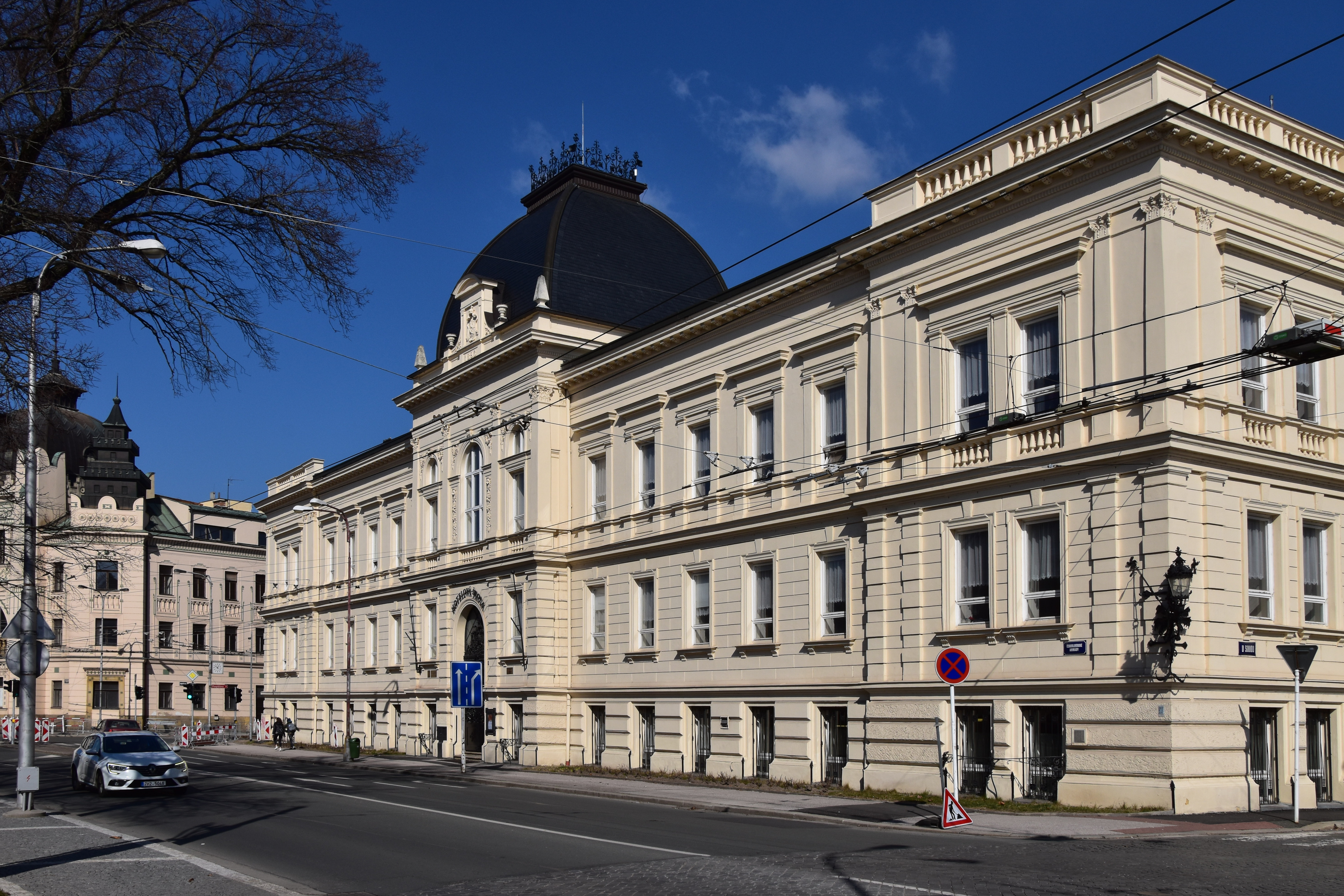
Budova bývalé školy pro umělecké zámečnictví

## Dílo
- Budova bývalé Odborné školy pro umělecké zámečnictví, Hradec Králové, třída Československé armády (stavěli Dvořák a Fischer z Prahy[17])
- Budova bývalých Obecných a měšťanských škol, nyní Gymnázium Boženy Němcové, Hradec Králové, Pospíšilova třída[18]

## Rodina
Jeho mladší bratr Josef Suhrada (1869–1914) byl rakouský a český politik, na počátku 20. století poslanec Říšské rady.